# Edu Marangon
Edu Marangon (sinh ngày 2 tháng 2 năm 1963) là một cầu thủ bóng đá người Brasil.

## Đội tuyển bóng đá quốc gia Brasil
Edu Marangon thi đấu cho đội tuyển bóng đá quốc gia Brasil từ năm 1987 đến 1990.

## Thống kê sự nghiệp
| Đội tuyển bóng đá Brasil | Đội tuyển bóng đá Brasil | Đội tuyển bóng đá Brasil |
| Năm                      | Trận                     | Bàn                      |
| ------------------------ | ------------------------ | ------------------------ |
| 1987                     | 8                        | 1                        |
| 1988                     | 0                        | 0                        |
| 1989                     | 0                        | 0                        |
| 1990                     | 1                        | 0                        |
| Tổng cộng                | 9                        | 1                        |